# Saison 6 de RuPaul's Drag Race
 (octobre 2023).
La mise en forme du texte ne suit pas les recommandations de Wikipédia : il faut le « wikifier ».
Les points d'amélioration suivants sont les cas les plus fréquents. Le détail des points à revoir est peut-être précisé sur la page de discussion.
- Les titres sont pré-formatés par le logiciel. Ils ne sont ni en capitales, ni en gras.
- Le texte ne doit pas être écrit en capitales (les noms de famille non plus), ni en gras, ni en italique, ni en « petit »…
- Le gras n'est utilisé que pour surligner le titre de l'article dans l'introduction, une seule fois.
- L'italique est rarement utilisé : mots en langue étrangère, titres d'œuvres, noms de bateaux, etc.
- Les citations ne sont pas en italique mais en corps de texte normal. Elles sont entourées par des guillemets français : « et ».
- Les listes à puces sont à éviter, des paragraphes rédigés étant largement préférés. Les tableaux sont à réserver à la présentation de données structurées (résultats, etc.).
- Les appels de note de bas de page (petits chiffres en exposant, introduits par l'outil «  Source ») sont à placer entre la fin de phrase et le point final[comme ça].
- Les liens internes (vers d'autres articles de Wikipédia) sont à choisir avec parcimonie. Créez des liens vers des articles approfondissant le sujet. Les termes génériques sans rapport avec le sujet sont à éviter, ainsi que les répétitions de liens vers un même terme.
- Les liens externes sont à placer uniquement dans une section « Liens externes », à la fin de l'article. Ces liens sont à choisir avec parcimonie suivant les règles définies. Si un lien sert de source à l'article, son insertion dans le texte est à faire par les notes de bas de page.
- La présentation des références doit suivre les conventions bibliographiques. Il est recommandé d'utiliser les modèles {{Ouvrage}}, {{Chapitre}}, {{Article}}, {{Lien web}} et/ou {{Bibliographie}}. Le mode d'édition visuel peut mettre en forme automatiquement les références.
- Insérer une infobox (cadre d'informations à droite) n'est pas obligatoire pour parachever la mise en page.

Pour une aide détaillée, merci de consulter Aide:Wikification.
Si vous pensez que ces points ont été résolus, vous pouvez retirer ce bandeau et améliorer la mise en forme d'un autre article.
La sixième saison de RuPaul's Drag Race est diffusée pour la première fois le 24 février 2014 sur Logo TV aux États-Unis, puis sur WOW Presents Plus à l'international.
Le casting est composé de quatorze nouvelles candidates et est annoncé le 8 décembre 2013.
La gagnante de la saison reçoit un an d'approvisionnement de maquillage chez ColorEvolution Cosmetics et 100 000 dollars.
La gagnante de la sixième saison de RuPaul's Drag Race est Bianca Del Rio, avec Adore Delano et Courtney Act comme secondes.

## Candidates
Les candidates de la sixième saison de RuPaul's Drag Race sont :
(Les noms et âges donnés sont ceux annoncés au moment de la compétition.)
| Candidate         | Âge | Résidence                   | Classement              |
| ----------------- | --- | --------------------------- | ----------------------- |
| Bianca Del Rio    | 38  | New York, État de New York  | Gagnante                |
| Adore Delano      | 23  | Azusa, Californie           | Secondes                |
| Courtney Act      | 33  | West Hollywood, Californie  | Secondes                |
| Darienne Lake     | 41  | Rochester, État de New York | 4ème place              |
| BenDeLaCreme      | 31  | Seattle, État de Washington | 5ème place              |
| Joslyn Fox        | 26  | Worcester, Massachusetts    | 6ème place              |
| Trinity K. Bonet  | 22  | Atlanta, Géorgie            | 7ème place              |
| Laganja Estranja  | 24  | Van Nuys, Californie        | 8ème place              |
| Milk              | 25  | New York, État de New York  | 9ème place              |
| Gia Gunn          | 22  | Chicago, Illinois           | 10ème place             |
| April Carrión     | 23  | Guaynabo, Porto Rico        | 11ème place             |
| Vivacious         | 40  | New York, État de New York  | 12ème place             |
| Kelly Mantle      | 28  | Los Angeles, Californie     | 13ème place 14ème place |
| Magnolia Crawford | 37  | Seattle, État de Washington | 13ème place 14ème place |

1. ↑  Adore Delano a ensuite participé à la deuxième saison de RuPaul's Drag Race All Stars.
2. ↑  Darienne Lake a ensuite participé à la huitième saison de RuPaul's Drag Race All Stars.
3. ↑  BenDeLaCreme a ensuite participé à la troisième saison de RuPaul's Drag Race All Stars.
4. ↑  La candidate a reçu le titre de Miss Congeniality.
5. ↑  Trinity K. Bonet a ensuite participé à la sixième saison de RuPaul's Drag Race All Stars.
6. ↑  Milk a ensuite participé à la troisième saison de RuPaul's Drag Race All Stars.
7. ↑  Gia Gunn a ensuite participé à la quatrième saison de RuPaul's Drag Race All Stars.

## Progression des candidates
|            |                   | Épisode | Épisode | Épisode | Épisode | Épisode | Épisode | Épisode | Épisode | Épisode | Épisode | Épisode | Épisode | Épisode           |
| 1          | 2                 | 3       | 4       | 5       | 6       | 7       | 8       | 9       | 10      | 11      | 12      | 14      |         |                   |
| ---------- | ----------------- | ------- | ------- | ------- | ------- | ------- | ------- | ------- | ------- | ------- | ------- | ------- | ------- | ----------------- |
| Candidates | Bianca Del Rio    |         | WIN     | HIGH    | SAFE    | HIGH    | HIGH    | HIGH    | WIN     | SAFE    | WIN     | HIGH    | TOP3    | GAGNANTE          |
| Candidates | Adore Delano      | LOW     |         | LOW     | HIGH    | HIGH    | WIN     | WIN     | SAFE    | BTM2    | BTM2    | WIN     | TOP3    | SECONDE           |
| Candidates | Courtney Act      |         | SAFE    | HIGH    | WIN     | SAFE    | SAFE    | LOW     | SAFE    | WIN     | SAFE    | LOW     | TOP3    | SECONDE           |
| Candidates | Darienne Lake     |         | BTM2    | WIN     | LOW     | SAFE    | LOW     | BTM2    | HIGH    | SAFE    | LOW     | BTM2    | ELIM    | INVITÉE           |
| Candidates | BenDeLaCreme      | WIN     |         | SAFE    | HIGH    | WIN     | SAFE    | BTM2    | LOW     | HIGH    | HIGH    | ELIM    |         | MISS CONGENIALITY |
| Candidates | Joslyn Fox        |         | LOW     | HIGH    | SAFE    | SAFE    | HIGH    | LOW     | BTM2    | LOW     | ELIM    |         |         | INVITÉE           |
| Candidates | Trinity K. Bonet  |         | HIGH    | HIGH    | BTM2    | SAFE    | BTM2    | HIGH    | HIGH    | ELIM    |         |         |         | INVITÉE           |
| Candidates | Laganja Estranja  | SAFE    |         | SAFE    | SAFE    | BTM2    | SAFE    | WIN     | ELIM    |         |         |         |         | INVITÉE           |
| Candidates | Milk              |         | HIGH    | HIGH    | SAFE    | LOW     | ELIM    |         | INVITÉE |         |         |         |         |                   |
| Candidates | Gia Gunn          | HIGH    |         | SAFE    | SAFE    | ELIM    |         |         |         |         |         |         |         | INVITÉE           |
| Candidates | April Carrión     | HIGH    |         | BTM2    | ELIM    |         |         |         |         |         |         |         |         | INVITÉE           |
| Candidates | Vivacious         | BTM2    |         | ELIM    |         |         |         |         |         |         |         |         |         | INVITÉE           |
| Candidates | Magnolia Crawford |         | ELIM    |         |         |         |         |         |         |         |         |         |         | INVITÉE           |
| Candidates | Kelly Mantle      | ELIM    |         |         |         |         |         |         |         |         |         |         |         | INVITÉE           |

 La candidate a gagné RuPaul's Drag Race.
 La candidate est arrivée seconde.
 La candidate a été élue Miss Congeniality.
 La candidate a gagné le défi.
 La candidate a reçu des critiques positives des juges et a été déclarée sauve.
 La candidate a fait partie de l'équipe gagnante et a été déclarée sauve.
 La candidate a été déclarée sauve.
 La candidate a reçu des critiques négatives des juges mais a été déclarée sauve.
 La candidate a été en danger d'élimination.
 La candidate a été éliminée.

## Lip-syncs
| Épisode | Candidate                                                          | vs.                                                                | Candidate                                                          | Chanson                          | Artiste                  | Candidate éliminée |
| ------- | ------------------------------------------------------------------ | ------------------------------------------------------------------ | ------------------------------------------------------------------ | -------------------------------- | ------------------------ | ------------------ |
| 1       | Kelly Mantle                                                       | vs.                                                                | Vivacious                                                          | Express Yourself                 | Madonna                  | Kelly Mantle       |
| 2       | Darienne Lake                                                      | vs.                                                                | Magnolia Crawford                                                  | Turn the Beat Around             | Vicki Sue Robinson       | Magnolia Crawford  |
| 3       | April Carrión                                                      | vs.                                                                | Vivacious                                                          | Shake It Up                      | Selena Gomez             | Vivacious          |
| 4       | April Carrión                                                      | vs.                                                                | Trinity K. Bonet                                                   | I'm Every Woman                  | Chaka Khan               | April Carrión      |
| 5       | Gia Gunn                                                           | vs.                                                                | Laganja Estranja                                                   | Head to Toe                      | Lisa Lisa and Cult Jam   | Gia Gunn           |
| 6       | Milk                                                               | vs.                                                                | Trinity K. Bonet                                                   | Whatta Man                       | Salt-N-Pepa ft. En Vogue | Milk               |
| 7       | BenDeLaCreme                                                       | vs.                                                                | Darienne Lake                                                      | Point of No Return               | Exposé                   | Aucune             |
| 8       | Joslyn Fox                                                         | vs.                                                                | Laganja Estranja                                                   | Stupid Girls                     | Pink                     | Laganja Estranja   |
| 9       | Adore Delano                                                       | vs.                                                                | Trinity K. Bonet                                                   | Vibeology                        | Paula Abdul              | Trinity K. Bonet   |
| 10      | Adore Delano                                                       | vs.                                                                | Joslyn Fox                                                         | Think                            | Aretha Franklin          | Joslyn Fox         |
| 11      | BenDeLaCreme                                                       | vs.                                                                | Darienne Lake                                                      | Stronger (What Doesn't Kill You) | Kelly Clarkson           | BenDeLaCreme       |
| 12      | Adore Delano vs. Bianca Del Rio vs. Courtney Act vs. Darienne Lake | Adore Delano vs. Bianca Del Rio vs. Courtney Act vs. Darienne Lake | Adore Delano vs. Bianca Del Rio vs. Courtney Act vs. Darienne Lake | Sissy That Walk                  | RuPaul                   | Darienne Lake      |

 La candidate a été éliminée après sa première fois en danger d'élimination.
 La candidate a été éliminée après sa deuxième fois en danger d'élimination.
 La candidate a été éliminée après sa troisième fois en danger d'élimination.
 La candidate a été éliminée après le lip-sync pour la finale.

## Juges invités
Cités par ordre d'apparition :
- Adam Lambert, chanteur et acteur américain ;

- Mike Ruiz, photographe américain ;

- Khloé Kardashian, personnalité télévisée américaine ;

- Lena Headey, actrice britannique ;

- Linda Blair, actrice américaine ;

- Lucian Piane, compositeur américain ;

- Sheryl Lee Ralph, actrice américaine ;

- Gillian Jacobs, actrice américaine ;

- Heather McDonald, actrice américaine ;

- Eve, actrice américaine ;

- Trina, rappeuse américaine ;

- Leah Remini, actrice américaine ;

- Lainie Kazan, actrice et chanteuse américaine ;

- Bruce Vilanch, acteur américain ;

- Jaime Pressly, actrice américaine ;

- Chaz Bono, acteur américain ;

- Georgia Holt, actrice américaine ;

- Paula Abdul, actrice et chanteuse américaine ;

- Neil Patrick Harris, acteur américain ;

- David Burtka, acteur américain ;

- Bob Mackie, styliste américain.

## Épisodes
| CANDIDATE       | Adore Delano             | April Carrión | BenDeLaCreme   | Gia Gunn                        | Kelly Mantle  | Laganja Estranja       | Vivacious       |
| SÉRIE TÉLÉVISÉE | Here Comes Honey Boo Boo | Duck Dynasty  | Les Craquantes | L'Incroyable Famille Kardashian | Downton Abbey | Dancing with the Stars | Game of Thrones |

| CANDIDATE | Bianca Del Rio | Courtney Act      | Darienne Lake            | Joslyn Fox  | Magnolia Crawford | Milk         | Trinity K. Bonet  |
| FÊTE      | Fête hawaïenne | Fête républicaine | Fête de la Saint-Patrick | Quinceañera | Hoedown           | Fête romaine | Fête de princesse |

| FILM      | DRAG RACE ME TO HELL | DRAG RACE ME TO HELL | DRAG RACE ME TO HELL | DRAG RACE ME TO HELL | DRAG RACE ME TO HELL | DRAG RACE ME TO HELL | DRAG RACE ME TO HELL 5 | DRAG RACE ME TO HELL 5 | DRAG RACE ME TO HELL 5 | DRAG RACE ME TO HELL 5 | DRAG RACE ME TO HELL 5 | DRAG RACE ME TO HELL 5 |
| --------- | -------------------- | -------------------- | -------------------- | -------------------- | -------------------- | -------------------- | ---------------------- | ---------------------- | ---------------------- | ---------------------- | ---------------------- | ---------------------- |
| CANDIDATE | Bianca Del Rio       | Courtney Act         | Darienne Lake        | Joslyn Fox           | Milk                 | Trinity K. Bonet     | Adore Delano           | April Carrión          | BenDeLaCreme           | Gia Gunn               | Laganja Estranja       | Vivacious              |

| ACTE      | PREMIER ACTE | PREMIER ACTE   | PREMIER ACTE | PREMIER ACTE  | PREMIER ACTE | PREMIER ACTE     | DEUXIÈME ACTE | DEUXIÈME ACTE | DEUXIÈME ACTE | DEUXIÈME ACTE    | DEUXIÈME ACTE |
| --------- | ------------ | -------------- | ------------ | ------------- | ------------ | ---------------- | ------------- | ------------- | ------------- | ---------------- | ------------- |
| CANDIDATE | BenDeLaCreme | Bianca Del Rio | Courtney Act | Darienne Lake | Gia Gunn     | Trinity K. Bonet | Adore Delano  | April Carrión | Joslyn Fox    | Laganja Estranja | Milk          |

| CANDIDATE  | Adore Delano      | BenDeLaCreme | Bianca Del Rio | Courtney Act  | Darienne Lake | Gia Gunn       | Joslyn Fox     | Laganja Estranja | Milk        | Trinity K. Bonet |
| PERSONNAGE | Anna Nicole Smith | Maggie Smith | Judge Judy     | Fran Drescher | Paula Deen    | Kim Kardashian | Teresa Giudice | Rachel Zoe       | Julia Child | Nicki Minaj      |

| GROUPE    | THE PANTY HO'S | THE PANTY HO'S | THE PANTY HO'S | THE PANTY HO'S | THE PANTY HO'S   | THE RU-TANG CLAN | THE RU-TANG CLAN | THE RU-TANG CLAN | THE RU-TANG CLAN |
| --------- | -------------- | -------------- | -------------- | -------------- | ---------------- | ---------------- | ---------------- | ---------------- | ---------------- |
| CANDIDATE | Adore Delano   | Bianca Del Rio | Courtney Act   | Darienne Lake  | Laganja Estranja | BenDeLaCreme     | Joslyn Fox       | Milk             | Trinity K. Bonet |

| CANDIDATE | Adore Delano     | Laganja Estranja | BenDeLaCreme | Darienne Lake | Bianca Del Rio    | Trinity K. Bonet  | Courtney Act       | Joslyn Fox         |
| CIBLE     | Les adolescentes | Les adolescentes | Les cougars  | Les cougars   | Les businesswomen | Les businesswomen | Les mères au foyer | Les mères au foyer |

| CANDIDATE                              | ADORE DELANO      | BIANCA DEL RIO    | COURTNEY ACT  |
| -------------------------------------- | ----------------- | ----------------- | ------------- |
| NOMBRE DE VICTOIRES                    | 3                 | 3                 | 2             |
| ÉPISODE(S)                             | Épisodes 6, 7, 11 | Épisodes 2, 8, 10 | Épisodes 4, 9 |
| NOMBRE DE FOIS EN DANGER D'ÉLIMINATION | 2                 | 0                 | 0             |
| ÉPISODE(S)                             | Épisodes 9, 10    | —                 | —             |